# Criptop

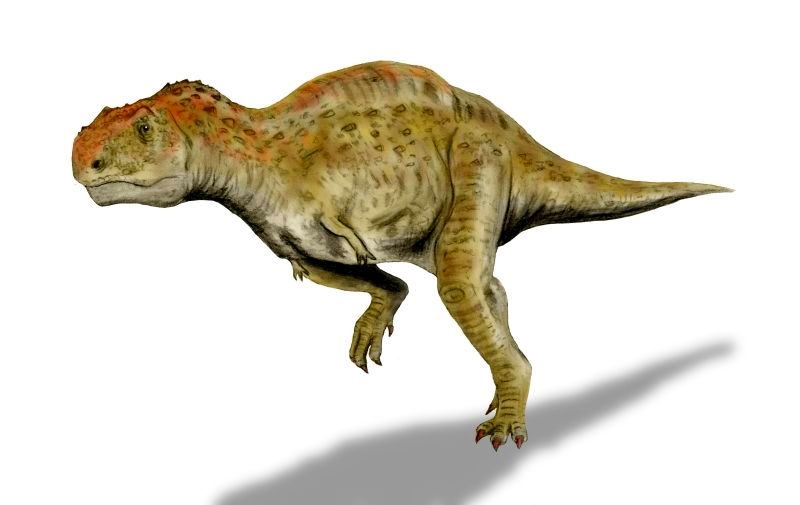
Restauració d'un criptop

El criptop (Kryptops palaios) és una espècie de dinosaure teròpode abelisàurid que va viure al Cretaci inferior en el que actualment és Níger. Es coneix a partir d'un esquelet parcial trobat a la localitat de Gadoufaoua, a l'oest del desert del Teneré, a roques de l'Aptià-Albià de la formació d'Elrhaz. Aquest dinosaure va ser descrit per Paul Sereno i Stephen Brusatte l'any 2008, i se'n coneix una única espècie.